# Bojan Ikonomov
Bojan (Boyan) Georgiev Ikonomov (født 14. december 1900 i Nikopol, Bulgarien - død 12. marts 1973) var en bulgarsk komponist, dirigent, organist og bratschist.
Ikonomov studerede på Det Frie Universitet i Sofia, og tog afgangseksamen (1926). Studerede derefter på Schola Cantorum i Paris hos bl.a. Vincent d´Indy (1932). Han studerede også hos Nadia Boulanger og Albert Roussel.
Ikonomov studerede direktion hos Felix Weingartner i Basel (1934), Han har bl.a. dirigeret Sofia Radio Orkester.
Han har skrevet fire symfonier, orkesterværker, to oratorier, sinfonietta, kammermusik, seks strygerkvartetter etc.

## Udvalgte værker
- Symfoni nr. 1 (1937) - for orkester
- Symfoni nr. 2 (1947) - for orkester
- Symfoni nr. 3 (1955) - for orkester
- Symfoni nr. 4 (1972) - for orkester
- Klaverkoncert (1958) - for klaver og orkester
- Violinkoncert (1951) - for violin og orkester